# Locketidium
Locketidium es un género de arañas araneomorfas de la familia Linyphiidae. Se encuentra en África oriental.

## Lista de especies
Según The World Spider Catalog 12.0:
- Locketidium bosmansi Jocqué, 1981
- Locketidium couloni Jocqué, 1981
- Locketidium stuarti Scharff, 1990